# (82153) Alemigliorini
(82153) Alemigliorini est un astéroïde de la ceinture principale.

## Description
(82153) Alemigliorini est un astéroïde de la ceinture principale. Il fut découvert le 23 mars 2001 à Cima Ekar par le programme Asiago-DLR Asteroid Survey. Il présente une orbite caractérisée par un demi-grand axe de 2,78 UA, une excentricité de 0,05 et une inclinaison de 8,6° par rapport à l'écliptique.

## Compléments